# HD 40369
HD 40369，又名BD+12 968，SAO 95075、HR 2099，是一颗恒星，视星等为5.7，位于銀經195.49，銀緯-5.52，其B1900.0坐标为赤經5h 53m 15.6s，赤緯+12° -5.52′ 55″。